# Équipe de Suisse de football en 1961
Cet article présente les résultats de l'équipe de Suisse de football lors de l'année 1961.

## Bilan
|           | Nombre de matchs | Victoires | Défaites | Matchs nuls | Buts marqués | Buts encaissés |
| Domicile  | 2                | 2         | 0        | 0           | 5            | 3              |
| Extérieur | 1                | 0         | 1        | 0           | 0            | 4              |
| Neutre    | 1                | 1         | 0        | 0           | 2            | 1              |
| Total     | 4                | 3         | 1        | 0           | 7            | 8              |

## Matchs et résultats
| Éliminatoires de la Coupe du monde 1962 | Suisse          | 2 - 1   | Belgique     | La Pontaise, Lausanne                         |                                               |
| 20 mai 1961 · Historique des rencontres | Ballaman 8e 16e | (2 - 0) | 83e Claessen | Spectateurs : 38 000 Arbitrage : Andor Dorogi | Spectateurs : 38 000 Arbitrage : Andor Dorogi |
| 20 mai 1961 · Historique des rencontres | Rapport         |         |              | Spectateurs : 38 000 Arbitrage : Andor Dorogi | Spectateurs : 38 000 Arbitrage : Andor Dorogi |

| Éliminatoires de la Coupe du monde 1962 | Suède                                                 | 4 - 0   | Suisse | Råsunda, Solna                                   |                                                  |
| 28 mai 1961 · Historique des rencontres | Jonsson 8e · Börjesson 15e (pen.) 75e · Simonsson 70e | (2 - 0) |        | Spectateurs : 17 500 Arbitrage : Hermínio Soares | Spectateurs : 17 500 Arbitrage : Hermínio Soares |
| 28 mai 1961 · Historique des rencontres | Rapport                                               |         |        | Spectateurs : 17 500 Arbitrage : Hermínio Soares | Spectateurs : 17 500 Arbitrage : Hermínio Soares |

| Éliminatoires de la Coupe du monde 1962     | Suisse                                   | 3 - 2   | Suède                     | Wankdorf, Berne                            |                                            |
| 29 octobre 1961 · Historique des rencontres | Antenen 9e · Wüthrich 68e · Eschmann 81e | (1 - 1) | 1re Simonsson · 79e Brodd | Spectateurs : 59 000 Arbitrage : Ken Aston | Spectateurs : 59 000 Arbitrage : Ken Aston |
| 29 octobre 1961 · Historique des rencontres | Rapport                                  |         |                           | Spectateurs : 59 000 Arbitrage : Ken Aston | Spectateurs : 59 000 Arbitrage : Ken Aston |

| Éliminatoires de la Coupe du monde 1962 Match de barrage | Suisse                      | 2 - 1   | Suède     | Stade olympique, Berlin-ouest                 |                                               |
| 12 novembre 1961 · 14h00 · Historique des rencontres     | Schneiter 67e · Antenen 72e | (0 - 1) | 21e Brodd | Spectateurs : 50 000 Arbitrage : Albert Dusch | Spectateurs : 50 000 Arbitrage : Albert Dusch |
| 12 novembre 1961 · 14h00 · Historique des rencontres     | Rapport                     |         |           | Spectateurs : 50 000 Arbitrage : Albert Dusch | Spectateurs : 50 000 Arbitrage : Albert Dusch |